# Mario Amegee
Mario Amegee est un sculpteur sur glace basé en France et à Monaco. Il est triple champion du monde de la discipline (2005, 2011 et 2014).

## Biographie
De nationalité togolaise, Mario Amegee est né dans son pays d'origine(Togo),. Il déménage ensuite en France, où il poursuit des études d’agroalimentaire à Besançon. Son objectif était de créer une entreprise dans ce domaine. Mais il change de vision dès l'année 1995 à Arras, près de Lille dans le Nord de la France, qu’il a découvert sa passion pour la sculpture sur glace lorsqu'il décide de s'imprégner dans le domaine en faisant une demande de stage auprès d'un champion du monde en la matière(de la sculpture de glace), Michel Amman qui dirige aujourd’hui l’entreprise Crystal Group à Paris.
Mario Amégée déclare en 2017 à Var-Matin: « En me promenant à Paris, j'ai rencontré un sculpteur sur glace et j'ai eu la curiosité de faire un stage, pour essayer »,.
Le sculpteur de glace connu comme champion du monde dans sa discipline remporte a nouveau à Fairbanks en Alaska le titre de champion du monde,,.
Mario Amegee a été influencé par de nombreux sculpteurs sur glace. Mais il trouve sa plus grande inspiration chez son mentor Junichi Nakamura.[réf. nécessaire] Il s’agit d’un sculpteur sur glace japonais qui a été plusieurs fois médaillé d’or au champion du monde de sculpture sur glace à Fairbanks, en Alaska et de nombreuses fois médaillé d’argent et de bronze. Il s’est aujourd’hui retiré de la compétition mais il est, depuis 2016, conseiller technique pour différents sculpteurs sur glace[réf. nécessaire].
Il est triple champion du monde de sculpture sur glace, (2005, 2011 et 2014 en Alaska).

## Activités

### Sculptures
Il travaille la glace à la tronçonneuse puis au ciseau.
Les sculptures de Mario Amegee représentent souvent des animaux, comme ce fût le cas à l'occasion du mariage du Prince Albert II de Monaco et Charlene Wittstock le 1er juillet 2011. Pour l’occasion, Mario avait fait appel à ses collaborateurs Junishi Nakamura & Shinichi Sawamura du Japon, Vitaliy Lednev de la Russie, Mr & Mme Costic des États-Unis. En tant que chef de ce projet, il a été responsable de la bonne coordination des opérations et de toute l’organisation. Il s’agissait d’une série de sculptures dont une girafe, un lion et un éléphant grandeur nature. Ces sculptures ont été exposées sur la Place du Casino de Monaco, dans les jardins du Palais princier mais aussi à l’Hôtel de Paris. Le thème qui avait été choisi par le Prince était celui de l’environnement et de la mer.
Mario Amegee confectionne également des sculptures sur glace pour différentes marques de boissons, des traiteurs, des hôtels ou des ice bars pour divers types d’événements (soirées privées, soirées d’entreprises, gala de charité etc).
En 2018, il réalise une sculpture surprise pour les 60 ans d’Albert II de Monaco,.
Etant champion du monde de glace, il offre des formations sur les bases de la sculpture sur glace destiné a tout un chacun dès l'âge de 12ans dans différentes localités sur le continent Européen.

### Engagement humanitaire
Mario Amegee met aussi ses œuvres au service d’associations et de causes humanitaires comme la Croix Rouge, la fondation Princesse Charlene de Monaco, la fondation Prince Albert II de Monaco, ou encore la Pyramide de Chaussures contre les bombardements des civils menée par Handicap International.
Mario Amegee participe au débat organisé par la Section Humanitaire Internationale - SHI - de la Croix Rouge Monégasque en 2009.

### Autre
Mario Amegee a créé en 2012 un Bar  à Monaco, d’une capacité d’une dizaine de personnes.

## Distinctions
Les prix de Morio incluent des titres exceptionnels:
- 2005_ Artists Choice Ottawa[17]
- 2005_ World Champion , Alaska[17]
- 2008_ First place, Khabovsk, Russia[17]
- 2009_ Grevenor's Award, Alaska[17]
- 2010_ Public Choice Lake Louise, Canada[17]
- 2011 – Champion du Monde de sculpture sur glace sur multi-block, Ice Alaska Awards[18]
- 2012 – Médaille d’argent sur multi-block, Ice Alaska Awards[19]
- 2013 – 5e place sur single block, Ice Alaska Awards[20]
- 2013 – Artists’ Choice Award, Ice Alaska Awards[21]
- 2013 – Médaille de bronze sur multi-block, Ice Alaska Awards[21]
- 2014 –  Champion du Monde de sculpture sur glace, multi-block, Ice Alaska Awards[22]
- 2015 – Médaille d’argent sur single block, Ice Alaska Awards[23]
- 2015 –  5e place sur multi-block, Ice Alaska Awards[24]
- 2015 – Governor’s Award, Ice Alaska Awards[24]
- 2016 – Médaille d’argent sur single block, Ice Alaska Awards[25]